# История села Новодевичье

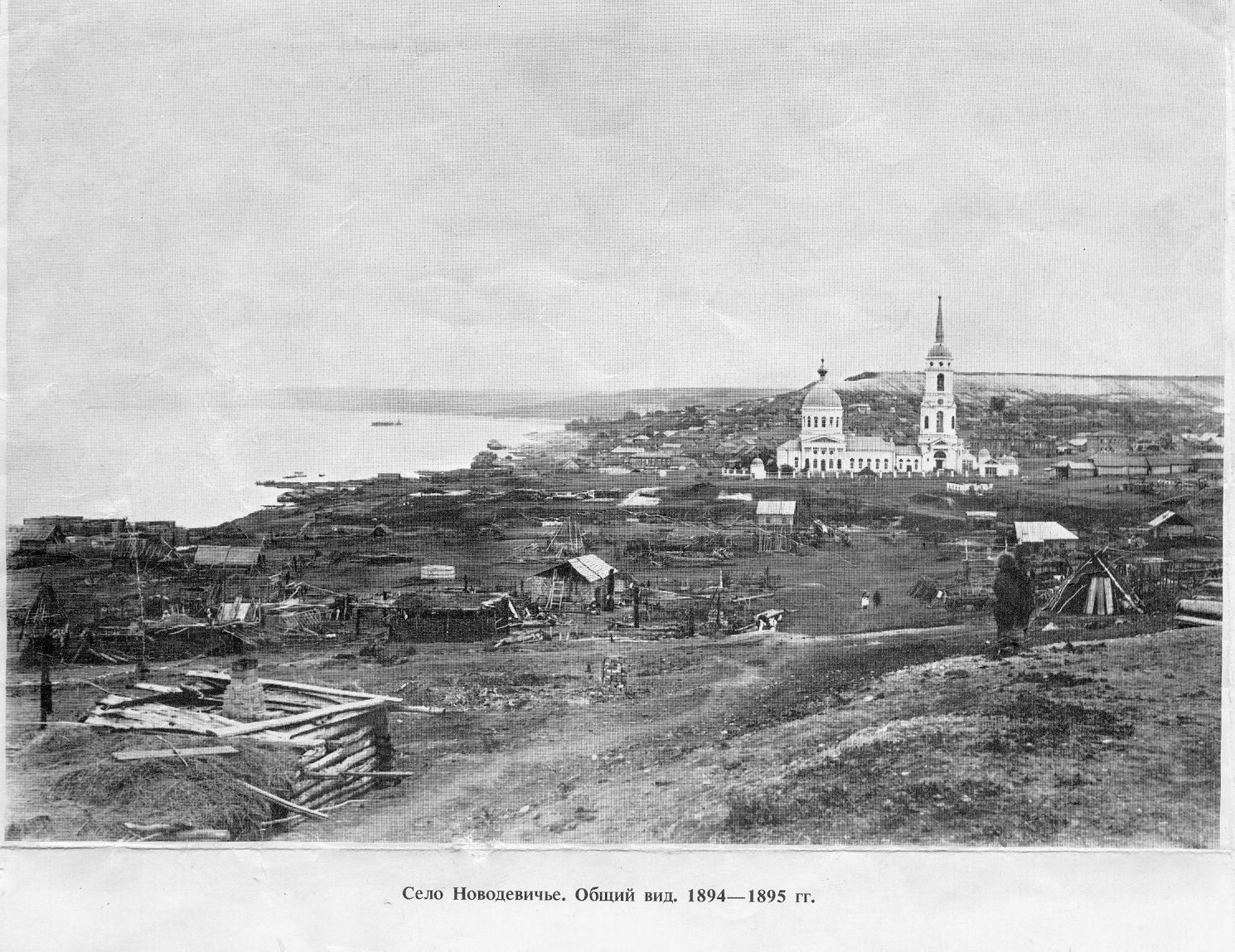
Береговая часть Новодевичья 1895 год

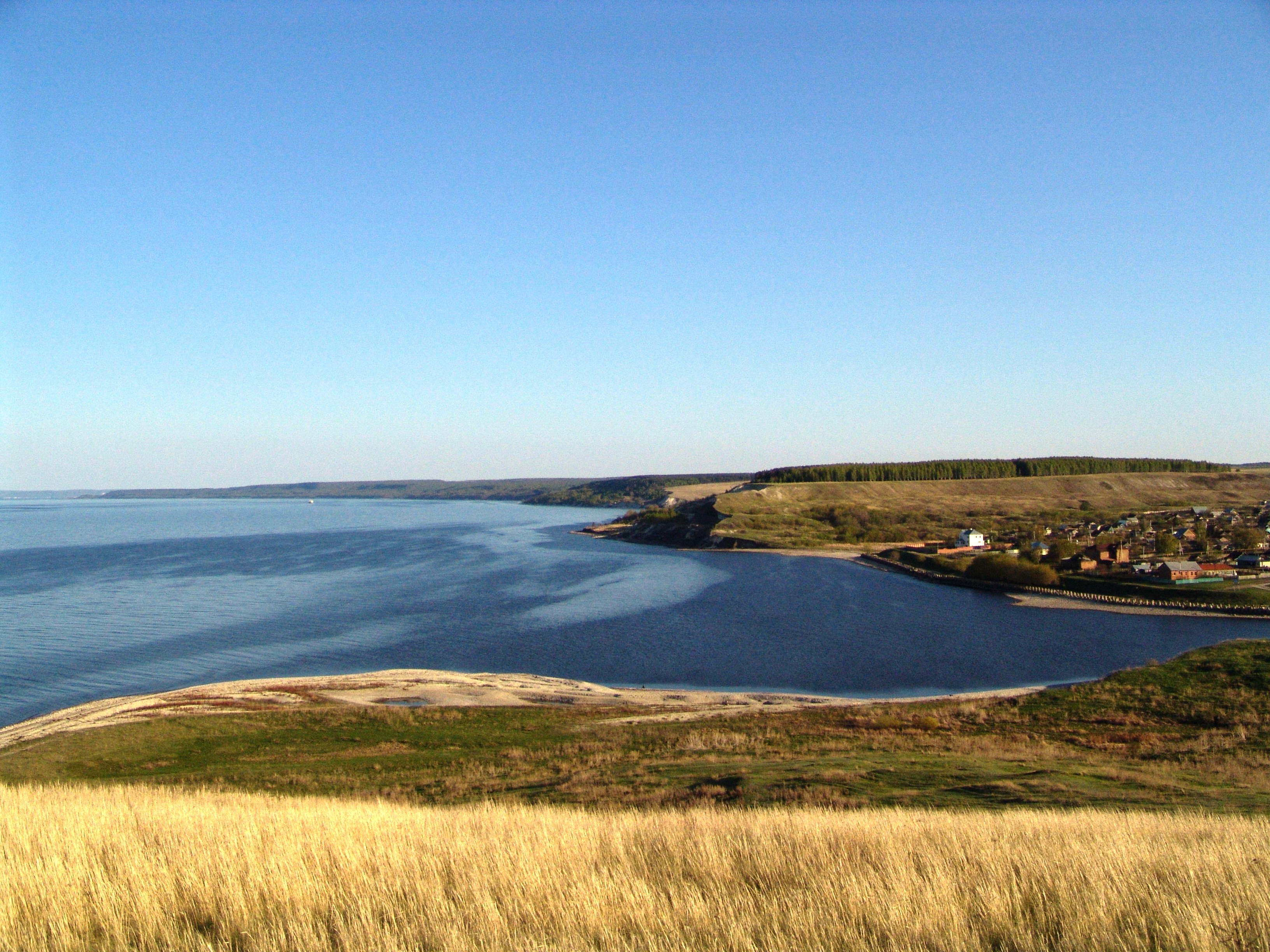
Зона затопления и береговая часть Новодевичья 2009 год

## Новопречистенская вотчина Новодевичьего монастыря
Рыбные богатства Волги издавна привлекали русских людей, и в XVII веке развернулась борьба за её лучшие водные угодья. Крупные рыболовецкие участки получили монастыри: нижегородский Печерский, московский Чудов, московский Новоспасский, звенигородский Савво-Сторожевский, московский Вознесенский.

Первоначально все волжские воды считались государственной собственностью и передавались частным владельцам только в оброчное пользование. Но монастыри, имевшие доступ к царскому двору, получили ряд льгот. Постепенно оброчные владения превращались в вотчинные, монастыри получали на них жалованные грамоты, освобождаясь от контроля местных властей.

В 1683 году Московский Новодевичий монастырь получил от царя жалованную грамоту на 
«Симбирские Атрубские воды со всеми рыбными ловлями в тех урочищах в вотчину… да им же против тех рыбных ловель на берегу Волги реки на нагорной стороне отвести под двор земли, где жить работным людям и для поклажи рыбы и всяких припасов да к тому двору земли 500 сажен и 500 поперек».

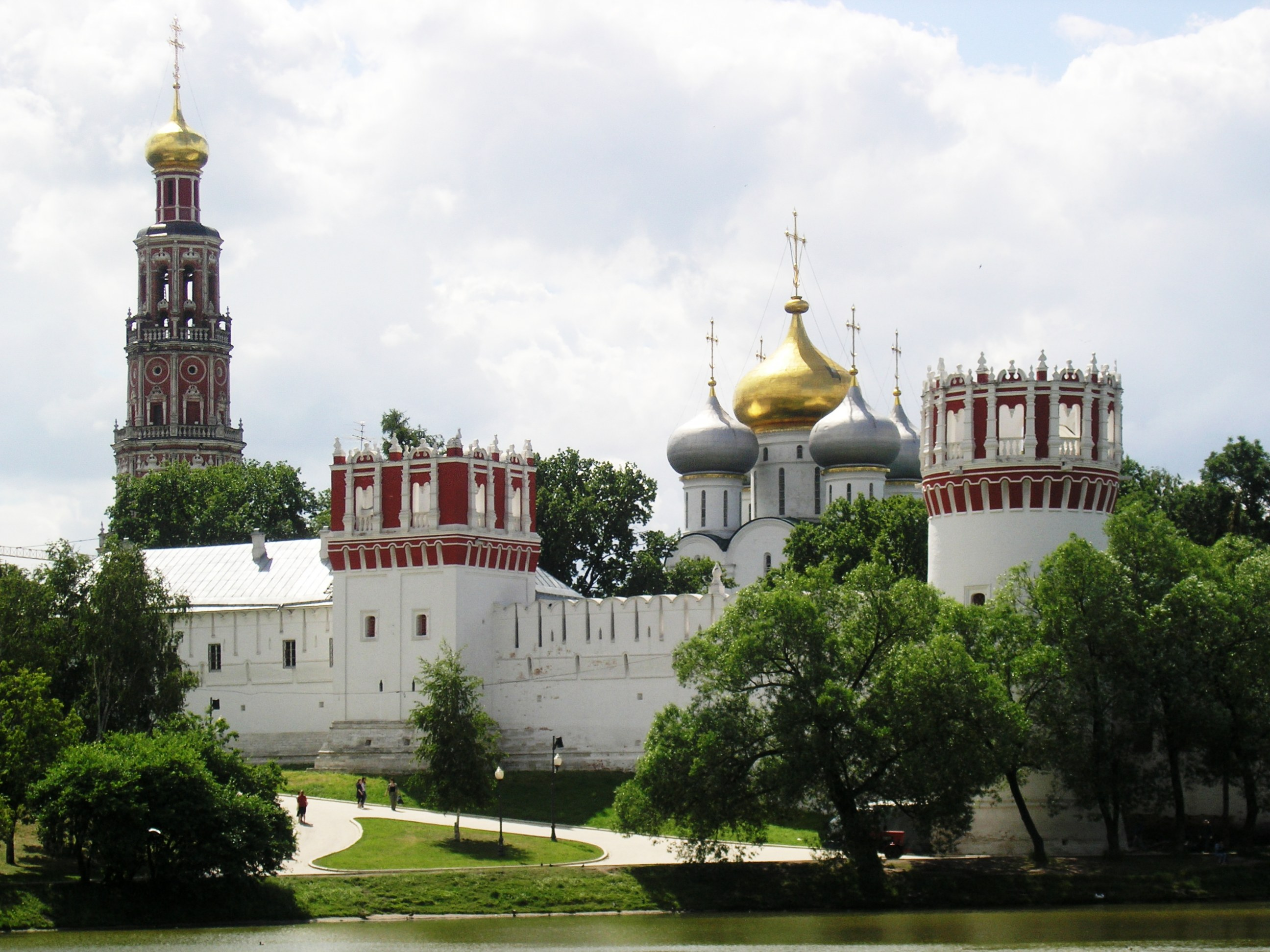
Новодевичий женский монастырь

И снарядил Новодевичий монастырь из монахов и «работных людей» экскурсию. Доплыв сюда по течению Волги, остановились они у пологой, спускавшейся к реке площадке между двумя возвышенностями. Скоро лес был вырублен, были построены жилье и хозяйственные помещения. Несколько ниже этих домов, ближе к Волге стали селиться рыбаки, бурлаки и крестьяне. Так возникло село-слобода Новопредтеченская (Новопречистенская — так легче произносилось народом).
В XVII веке в этом месте у Волги было два рукава — по правую сторону узкий, а по левую сторону широкий — основное русло Волги, которое тогда называлось Атрубой
Впервые слобода упоминается в выписке из межевой книги Симбирского уезда в письмах и межеваниях стольника Михаила Пушкина в 1688 году. В 1696 году с монастырских пашен села Новопредтеченского с прилежащими деревнями было собрано 34 четверти хлеба (1 четверть = 8 пудам, 1 четверик = 1 пуду) с 64 десятин, а в 1699 году 268 четвертей, в 1701 году с 52 десятин — 1190 четвертей и 4 четверика.
Волга от устья Камы до Каспия в XVI—XVIII вв. считалась основным поставщиком рыбы в стране. В Волге ловилось большое число осетровых — осётров, белуг и севрюг. Волжскую рыбу требовалось не только поймать, но и сохранить, переработать, довести до покупателя. Только постоянные рыбные центры — рыбные дворы, расположенные рядом на собственной вотчинной земле, позволяли обеспечить стабильный производственный цикл.
Московский Новодевичий монастырь построил два крупных двора в Новопречистенской слободе и Белом яру и два небольших рыболовецких стана на Бушуйском острове и на Атрубе. Крупный рыбный двор кроме производственной нёс ещё и оборонительные задачи, в связи с этим он представлял собой рыбный городок. Обязательной частью рыбного двора был плот, его площадь доходила до 200 м². Постройки рыбного двора были ограждены забором, в их состав входили амбары, чуланы, ледники, сараи, избы. В качестве основного орудия рыбной ловли использовался невод, размеры невода достигали 400 сажен. Власти Новодевичьего монастыря, чтобы обслужить собственные громадные неводы, нанимали для работы с каждым таким неводом целую бригаду от 12 до 22 человек.
Небольшая доля пойманной рыбы продавалась на рыбных дворах, а большая часть вывозилась для продажи в Нижний Новгород, на Макарьевскую ярмарку, а то и в Москву.
Через 15—20 лет на месте небольшого пожалования возникла огромная вотчина с многочисленным населением. Монахини распоряжались огромной территорией никак не менее 1000 км². Центром владения стала слобода Новопречистенская. Новые земли монастырь получил благодаря неравноценным обменам, замаскированным покупкам, а в основном за счёт прямых захватов неразмежёванных земель.
Таким образом, вдоль Волги, от устья Большого Черемшана и почти до Саратова образовался район церковно-монастырского земельного и водного владения. Монастыри, начинавшие с рыбной ловли, стали всё больше внимания уделять земледелию. На полученные земли из центральных уездов России переселяли своих крестьян.
Спустя полвека новодевиченские крестьяне рассказывали:

 «…напредь сего деды и отцы их, также и из них некоторые, но самые престарелые уже имели жительство во Владимирском, Верейском и Углицком уездах, в разных того Новодевичьего монастыря сёлах и деревнях, а потом, в прошлых давних годах… нескольким числом душ, переведены и поселены… в Новопречистенской волости».
При Петре I, после смерти патриарха Адриана, Новодевичий монастырь попал в длительную опалу. В 1701 году был восстановлен Монастырский приказ с расширенными полномочиями, среди которых появилось право управления церковными вотчинами. Это был первый шаг к секуляризации «тунегиблемых», по выражению Петра I церковных имуществ. Все доходы от деятельности церковных учреждений теперь стали поступать в кассу Монастырского приказа, обратно же на содержание церковных учреждений выдавались суммы лишь по штатам, а все излишки поступали в государственную казну, а не в казну патриаршего престола. Всё это снизило экономическую независимость церквей и монастырей, кроме этого подготовило почву к постепенной передаче монастырских вотчин в руки дворянства.

## Во владении князя Меншикова
Скоро эта вотчина стала желанной для одного из самых могущественных людей России времен Петра I — Александра Даниловича Меншикова. 16 февраля 1710 года Самарская Лука и село Новопредтеченское жалуются князю Меншикову в обмен на другие его имения.

Бюст А. Д. Меншикова в Колпине

Сохранилось описание села 1716 года: 

Село Новопречистенская слобода стоит на берегу Волги на нагорной стороне, в ней церковь деревянная, новая во имя Николая Чудотворца со всякой церковной утварью. Двор вотчинников со всяким дворовым и хоромным строением. Да при той же Новопречистенской слободе на Ольшанском ключе винокуренный завод со всяким припасом и строениями и со всякою посудою. Да при том же заводе на Белом ключе верстах в двух от того заводу пять мельниц стоит, на которых мелют на оный завод запас, а оные мельницы держит той же Новопречистенской слободы крестьянин Сила Гурьев. На всех тех мельницах жернова по одному поставу. Да ниже этого заводу на Ольшанском же ключе близ Волги мельница наливная на одном поставе, да при Новопречистенской слободе на речке Красной мельница об одном поставе со всякой мельничной снастью. Да на той же нагорной стороне при Новопречистенской слободе вверх по реке Волге на берегу близ дворов той слободы двор рыбный со всяким строением, где живут рыбаки и работные люди и кладется всякая ловленая рыба.
По переписи 1720 года в слободе насчитывалось 567 дворов, в них мужского пола 1316 человек.
Князь Меншиков А. Д. владел землей недолго. В 1727 году в результате дворцового переворота фаворит Екатерины I Меншиков А. Д. был лишен всех чинов и сослан в Березово, а имения его (села Новодевичье-Новопредтеченское, Усолье, Хрящевка, Жигули, Переволоки, Александровка) были конфискованы. Село Новопредтеченское вновь возвращается Новодевичьему монастырю. Рыбные ловли монастырь сдавал в аренду. Крестьяне также платили монастырю оброк с каждой ревизской души.

## Посещение Новодевиченской вотчины Петром I

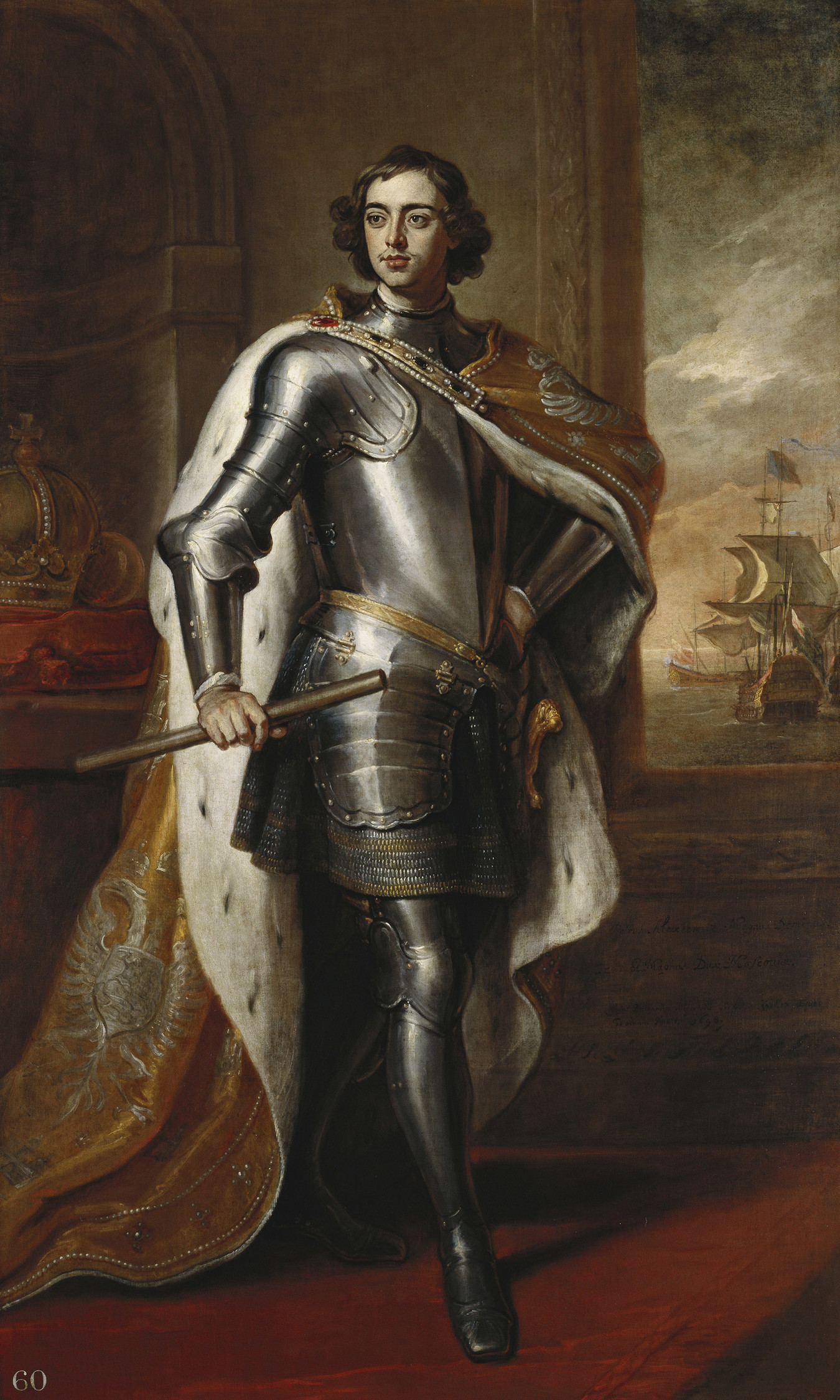
26-летний Пётр I. 1698 год

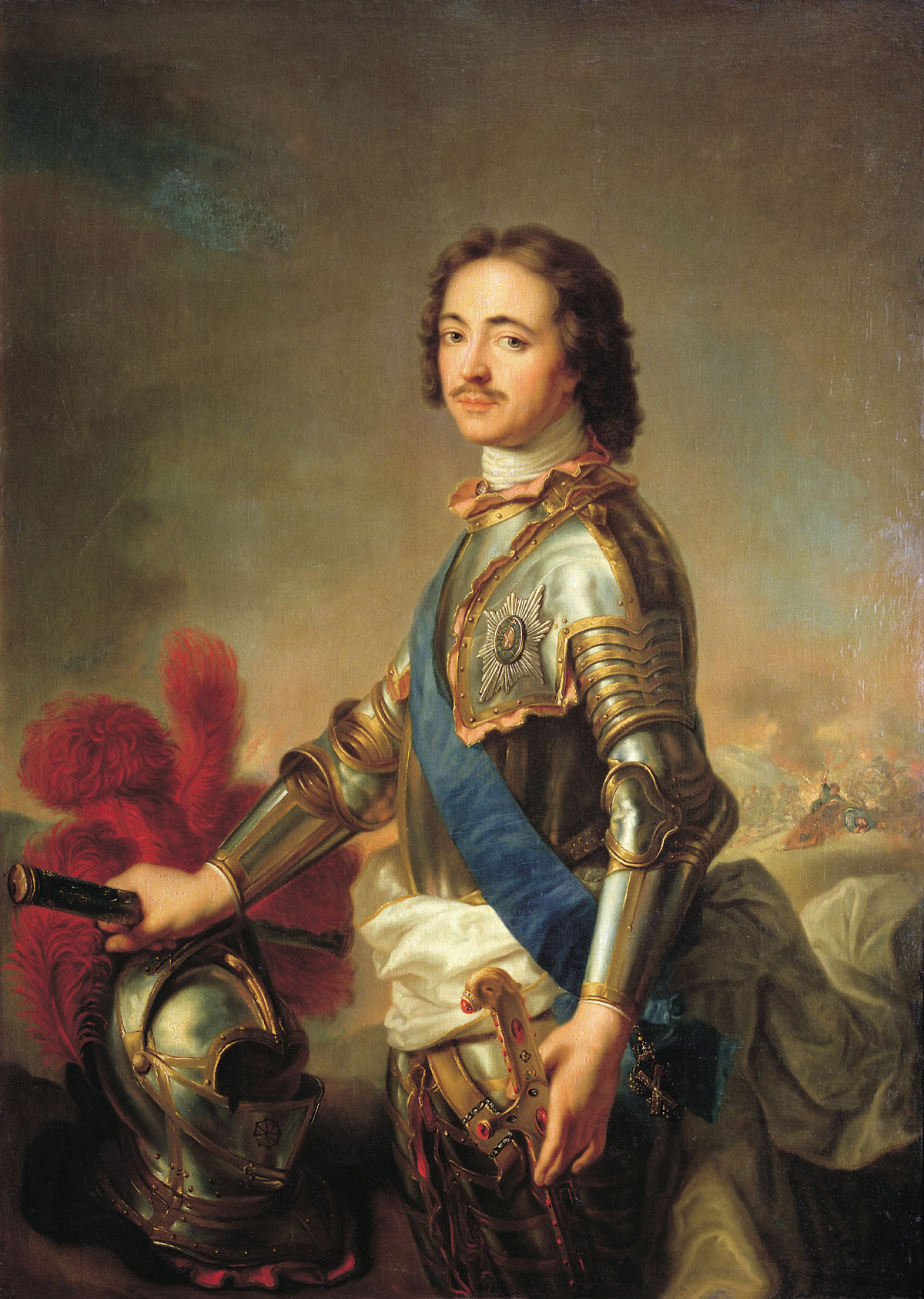
45-летний Пётр I. 1717 год

Первый всероссийский император Пётр I, лично участвовал во многих военных походах. Дважды он останавливался на Волге в районе села Новодевичье — во время Азовского и Каспийского (Персидского) походов.
30 апреля (10 мая) 1695 года Петр I в качестве первого бомбардира Петра Алексеева, как сам себя именовал царь, а фактически руководителя всей военной операции, отправился в первый поход на Азов. До конечного пункта царь вместе с основными силами плыл на стругах по рекам Москве, Оке, Волге и Дону.
27 мая между селами Ловцы и Усолье вынуждены были из-за непогоды пристать к правому берегу Волги и простоять во владениях московского Новодевичьего монастыря 8 часов.
Второе посещение Самарского края Петром I состоялось в июне 1722 года, когда он вместе с женой Екатериной I отправился в Персидский поход. Пятидесятилетний царь в этот раз не торопился. Миновав устье Камы, он потратил день на осмотр развалин столицы бывшей Волжской Болгарии города Булгар. После Симбирска «галера его Величества» 9 (19) июня вновь приставала к берегу у села Новодевичье, перешедшего вместе с окружавшей местностью от Новодевичьего монастыря к сподвижнику и фавориту царя, Светлейшему князю Александру Даниловичу Меншикову.
10 июня «после полудня в 3-м часу приехали к Самаре и переменили гребцов, а его Величество ездил осматривать того города, который огорожен досками. И после того пошли в путь и ехали во всю ночь».

Июня в 10-й день, дано 97 человекам, которые от Синбирска до Новопречистенского гребли на галере его величества 60 верст, по гривне каждому, итого 9 р. семь гривен… Того ж числа дано на Самаре нищим 6 человекам рубль. Екатериной I на Самаре роздано мелкою дачею 2 руб.

## Во владенииграфов Орловых-Давыдовых
В 1764 году все имущество перешло в ведение учреждения, которое стало управлять большими монастырскими владениями — Коллегию экономии.
Фавориты Екатерины II братья Орловы пожелали получить земли и богатые села на берегу реки Волги в обмен на свои имения в других губерниях. В 1768 году ряд приволжских сел, в том числе и село Новопредтеченское именным указом Екатерины II жалуется графам Орловым «в вечное и потомственное владение». В Ведомостях Симбирского наместничества за 1780 год в значилось. 

Село Новодевичье, при реке Волге, помещиковых крестьян 1054.

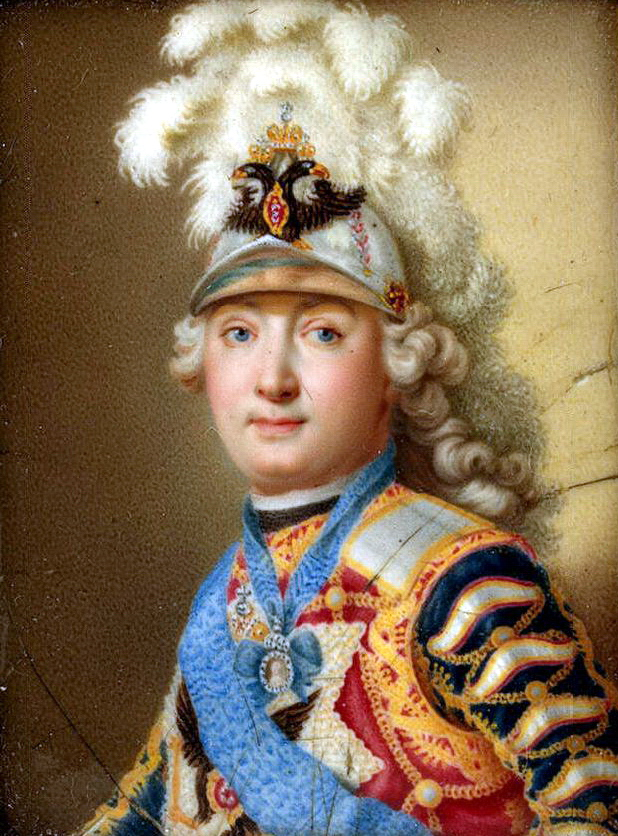
Григорий Григорьевич Орлов (1734—1783)

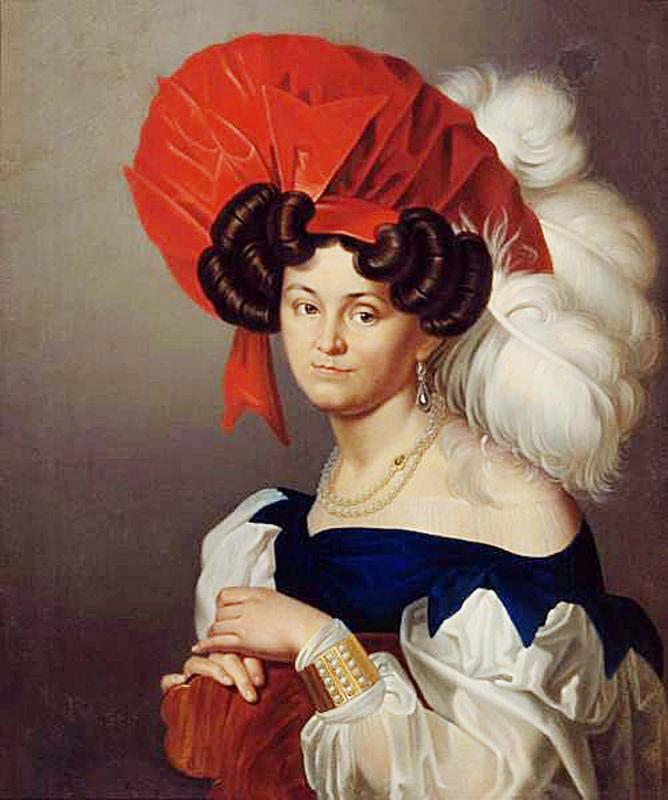
Княгиня Анна Алексеевна Орлова-Чесменская (1785—1848)

Из фонда Усольской вотчины, хранящегося в Ульяновском государственном архиве, известно, что после смерти графа Орлова Григория приволжские села перешли во владение братьям: Владимиру достались село Усолье, в котором находилась главная вотчинная контора графа и прилегающие к Усолью деревни, а также село Тукшум (ныне совхоз Новодевиченский); Федору отошли село Новодевичье и земли с деревнями Рождествено, Переволоки, Сосновый Солонец.
После смерти Федора его земли с селами переходят к брату Алексею Григорьевичу — аншефу и камергеру Её императорского Величества генералу — графу Орлову—Чесменскому. 

Ещё при жизни графа управление Новодевиченской вотчинной конторой доверяется его дочери — княгине Анне Алексеевне Орловой-Чесменской. От отца Анна Алексеевна унаследовала села Новодевичье, Переволоки, Винновку, Кармалу, Екатериновку, Алексеевку, Владимировку, Кануевку, Ивановку и другие. В шести принадлежавших ей селах были построены храмы или достроены, начатые строиться отцом. После смерти отца, графа Алексея Григорьевича Орлова-Чесменского, в 1808 году, воспитанная в роскоши, фрейлина двора, отправилась в паломничество по монастырям и вскоре отказалась от светской жизни, поселилась в Юрьевом монастыре и из своих обширных средств благотворила монастырям. Особо значима её роль в крещении жителей чувашских сел в Самарском крае в 1830 году Всего было крещено более 4 тысяч человек! Все это напоминало первые века Христианства… Для тысяч самарских чувашей графиня Анна стала поистине крестной матерью. В селе Тайдаково установлен памятник в честь этого события. 

В период владения селом Орловыми положение крестьян ухудшилось. Стали повторяться неурожайные годы, эпидемии и пожары, при которых деревянные домишки и сараи, крытые соломой, сгорали дотла. Никто не спасал своё добро, каждый думал только как спастись самому и спасти детей.
Сгорела и деревянная церковь. Решено было строить каменную. Часть денег выделил граф Алексей Григорьевич. Казна отпустила средств мало. Поэтому решили кирпич делать сами мастера из села. Остальные деньги собрали с крестьян со всей округи. Здание получилось в 37 метров высотой, окончательно достроено было оно в 1794 году. Было отлито 5 небольших колоколов и один большой:

234. с. Новодевичье (Новопречистенсное) при p . Волге
Храм каменный, теплый, построен в 1794 г . графом Алексеем Григор. Орловым-Чесменским; обнесен каменной оградой. Престолов в нём три: главный в честь Казанской иконы Божией Матери, в правом приделе во имя Святителя и Чудотворца Николая и в левом во имя свв. праведных Заxapия и Елизаветы. .Часовен две: одна против храма на берегу Волги, другая в 3 вер. от храма, при ключе Елшанке; обе каменныя. Церковной земли: 102 дес. пахотной и сенокосной. Капитал церкви 500 руб. 18 коп. Причт состоит из священника, диакона и псаломщика. Дома: для священника и диакона церковные, для псаломщика общественный. Жалованья от общества вместо хлебных сборов: священнику 100 руб., диакону и псаломщику по 50 руб. Капитал Причт 500 руб. Прихожан в с. Новодевичье (н. р.; волост. правл.) в 448 двор. * 1793 м . и 2039 ж.; сверх того раскольников в 30 двор. * 122 м . и 200 ж. Церк.- приход. попечительство существует с 1880 г . Школ две: двухклассная мужская ведомства М. Н. Пр. и женская одноклассная от земства. Ближайшия села: Подвалье в 8 вер. и Маза в 10 вер. Расстояние от Симбирска 115 вер., от Сенгилея 45 вер. Почтов. адрес — с. Новодевичье.

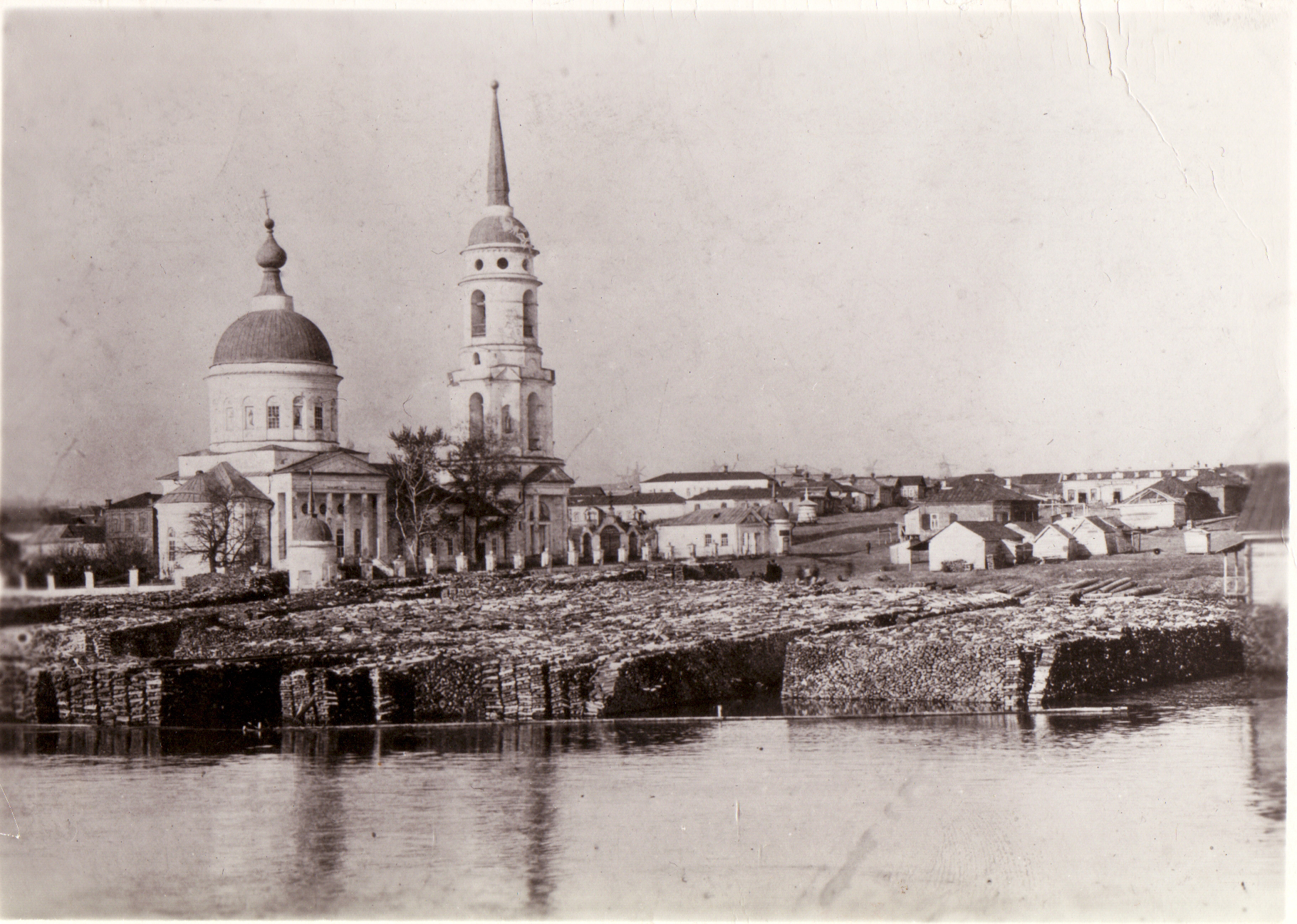
Новодевичье, вид с Волги. На горизонте видны 6 ветряных мельниц.
Храм построен в 1794 году

Тяжелое положение крестьян неоднократно вызывало их волнения. С 1773 года по 1775 год в Поволжье проходила крестьянская война под руководством Емельяна Пугачёва. В декабре 1773 года Самара без боя сдалась восставшим. Но долго продержать Самару им не удалось. Царские войска разгромили восстание.
Ульяновский областной архив не имеет отдельного фонда по Новодевиченской вотчинной конторе графов Орловых, но существует частная переписка между управляющими Усольской конторой Василием Петровичем Фоминым и Новодевиченской конторой Игнатом Семеновичем Кубышкиным. Так опись N 11 фонда 147, порядковый номер 57/18 за 1809 год содержит запрос управляющего Усольской конторой Фомина к управляющему Новодевиченской конторой Кубышкину о разрешении рубить лес из Новодевиченской дачи, примыкавшей к селу Тукшуму, принадлежавшему графу, в обмен на вырубку дров в Усольских дачах, примыкающих к деревням графини. В результате последующей переписки обмен был разрешен. В 1820 году Симбирская межевая канцелярия произвела межевание земель княгини Анны от земель Усольской вотчины, после чего княгиня Анна распродала недвижимое имущество, Крестьяне села Новодевичья откупились от графини и стали свободными. В фондах Усольской вотчины упоминание о Новодевиченской конторе прекращается.

## Посторловский период

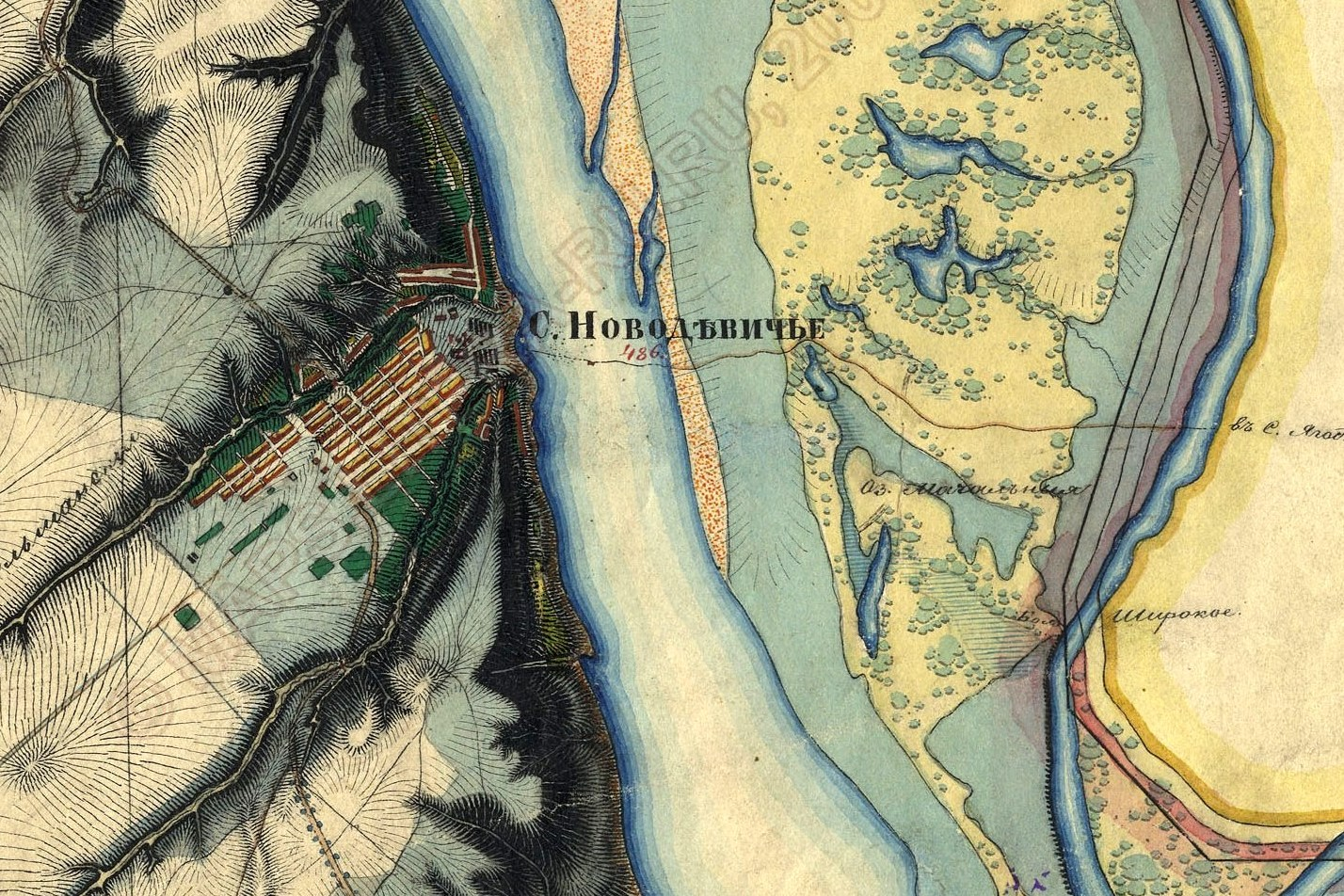
Фрагмент топографическо-межевой карты Симбирской губернии 1859 года (Кликните по карте, чтобы увеличить)

Часть крестьян ушла на Волгу, нанявшись бурлаками к владельцам барж. Этот способ перевозки грузов был в это время единственным на Волге. Первый пароход прошёл по реке только в 1818 году, а с 1859 года началось регулярное движение пароходов пароходного общества «По Волге» «Царь» и «Царица». Пароходы обслуживали пассажирскую линию Казань — Астрахань.
Крепостное хозяйство к середине XIX века зашло в тупик. Крестьянские хозяйства приходили в упадок. Усилилась эксплуатация крестьян, что вызывало волнения. Так в 1839 году крестьяне и фабричные убили в селе Шигоны своего мучителя помещика Кроткова и бросили в огонь. Правительство решилось на реформы и отмену крепостного права. Крестьяне надеялись получить больше земли. А вышло так, что на одну ревизскую душу в Сенгилеевском уезде дали по 1, 1/3 десятины. Такой надел был меньше того, что имели крестьяне до реформы 1861 года. Следовательно, землю ещё и «отрезали» помещики себе. Если до 1861 года крестьяне Симбирской губернии имели 736 тысяч десятин земли, то после реформы они стали её иметь только 530 тысяч десятин. Село Новодевичье относилось к Сенгилеевскому уезду Симбирской губернии, и здесь тоже отрезались «излишки» земли у крестьян. Кроме того, правительство заставило крестьян выкупать свою же землю и она встала им втрое дороже. Крестьяне вынуждены были есть мякину и лебеду, а хлеб продавали, чтобы расплатиться за землю. Ряд неурожайных лет привели к голоду 1872—1873 годов и эпидемии холеры в Поволжье. В 1882 году Поволжье вновь пострадало от голода, сопровождавшегося эпидемией оспы.

## Большое торговое село на Волге
Пять больших пристаней едва успевали переваливать грузы: хлеб, дрова, различные кустарные изделия, свезенные сюда из пяти волостей (Новодевиченской, Усольской, Тереньгульской, Шигонской и Старотукшумской). У берега грузились десятки барж, день и ночь скрипели телеги, подвозя груз к берегу. Рыночная площадь в базарные дни была заполнена скотом, который тоже продавался. Новодевичье было знаменито своей ярмаркой. 
 В 1848 году было открыто мужское училище, в 1897 году — бесплатная народная библиотека, а в 1899 году — лечебный пункт на средства губернского земства и при большой поддержке Российского общества Красного Креста.
```
По данным 
переписи населения Российской империи 1897 года
 население села Новодевичье составляло 3000 человек
[
24
]
.
 В энциклопедическом словаре Ф. А. Брокгауза и И. А. Ефрона 1907 года дается такое описание села
[
25
]
: 
```

НОВОДЕВИЧЬЕ (Благовещенское) — с. Симбирской губ., Сенгилеевского уезда, на р. Волге. Значительная хлебная пристань (свыше 2000 тысяч пудов в год); жителей 4041, почта, телеграф, училище, лавки, кожевенные и овчинные заводы, еженедельные базары и ярмарка. Садоводство, торговля яйцами.

## События 1905—1907 годов
В конце XIX века в Самаре и по всей губернии создаются революционные кружки. В Самару приехал в мае 1889 года Владимир Ильич Ленин и жил там до августа 1893 года. С его именем связана и история возникновения Самарской партийной организации.
Часть крестьян и интеллигенции села Новодевичья собирались по вечерам на тайные сходки, где читали прокламации и листовки революционных кружков. Это были учителя Фоченков Иван Константинович, Кузин Петр Андреевич, Петров Гаврила Гаврилович, крестьяне Суханов Василий Иванович, братья Демидовы и другие. В марте 1907 они подняли крестьян на восстание, воспользовавшись тем, что становой с урядниками выехали в село Горюшку усмирять крестьян. Крестьяне установили стражу у околицы, создали в селе самоуправление. О том, как было разгромлено это выступление крестьян, говорит такой документ:

Рапорт командира 7 -го пехотного Ревельского полка полковника Мекленбургского Николаю II о вооруженном столкновении войска с крестьянами села Новодевичья Симбирской губернии.
22 марта 1907 года г. Сызрань.
Вашему Императорскому Величеству все-подданнейше доношу, что охотничья команда вверенного мне полка в составе двух офицеров и 50 нижних чинов, вызванная в село Шигоны Симбирской губернии по поводу взятия рабочими имения Дурасовых, спешно была мной командирована в большое село Новодевичье, где жители, сменив администрацию, установили самоуправление, постановив подати не платить и войск не пускать.

Несмотря на наступившую распутицу, проваливаясь по колено в снегу, команда 14 сего марта в порядке подошла к селу Новодевичью, но жители никакой враждебности не выказали. Заняв здание библиотеки, расположились на ночлег, приняв соответствующие меры охранения. Около 10-ти часов вечера наружный часовой, заметив приближающуюся толпу народа, поспешил предупредить команду. По этому сигналу наружной охраны команда очень быстро вышла из помещения, но огромная толпа народа, вооруженная косами, с выстрелами по направлению команды, была настолько близко, что начальник команды штабс-капитан Ведер, не имея возможности использовать команду для залпа, по недостатку места, пустил команду в штыки. Толпа была моментально разогнана. Благодаря такой мере среди жителей насчитывается: только один убитый, но более 50-ти серьёзно раненых и очень большое количество с менее значительными поранениями, ушибами от прикладов. Жители смирились. О происшествии производится расследование. Полковник Мекленбургский.
Очевидцы же так рассказывают об этом событии: крестьяне узнали о том, что в село пришли каратели. Они схватили топоры, вилы и косы, быстро собрались около церкви. Команда была уже на ногах. Вот тут-то и началась свалка. Крестьяне не могли оказать серьёзного сопротивления и отступили. А ночью начались аресты. Кое-кто успел скрыться. А учителя И. К. Фоченкова взяли. Утром к нему на квартиру пришли с обыском, но, покопавшись, ушли ни с чем, ибо хозяин (Андрей Иванович Суханов) успел спрятать запрещенную литературу: письма и листовки квартиранта. После арестов и порки несколько крестьян отпустили, но 9 человек все же сослали.
6 июня 1907 года в газете «Волжские вести» писалось:

Тянутся бесконечной вереницей в далекое изгнание труженики земли русской, ничто, кажется, не причиняет столько горя и страданий, как эта внезапная мера. По одному подозрению жены и дети лишаются своих последних кормильцев и оставляются на голод и страдания, а последнее хозяйство окончательно растаскивается и погибает. Нами получено сообщение от высылаемых 9-ти крестьян села Новодевичье Сенгилеевского уезда: А. Чернейкина, П. Стрелкова, братьев Н. и П. Демидовых, И. Вырыпаева, В. Палагина, В. Суханова, Н. Кузнецова и Г. Колесникова. С 16-го марта они находились в Сенгилеевской тюрьме, а 30-го мая через Казань на казённом пароходе отправлены административным порядком в Вятскую губернию на 2 года. Нас высылают — передают крестьяне, а голод наших семей остается в Новодевичье и его не преследуют, мы обращаемся к нашим братьям крестьянам и ко всем людям, в ком есть чувство сострадания, не забыть наших малых детей, спасти их хотя от голодной смерти, мы едем с твердой верой, что наступит для трудового народа лучшая, свободная жизнь.

## Пожар 1913 года
4 мая 1913 года. Грандиозный пожар в селе Новодевичьем Сенгилеевского уезда. Хотя он продолжался не более трех часов, сгорело 400 домов, выгорела дотла базарная площадь с лавками и трактирными заведениями; погибли торговые конторы. У крестьян огонь уничтожил весь скарб, земледельческий инвентарь, хлеб в амбарах и на гумнах, много лошадей и домашней птицы. Сгорели дрова у самарских лесопромышленников: у Пулькина — 15 пятериков, у Антонова — 20 пятериков и Чернозубова — 100 пятериков. Дрова были сложены на берегу для погрузки в баржи и отправки в Самару. Сгорели на берегу и огромные хлебные лабазы, в том числе у самарского хлеботорговца Котова — амбар с 10-ю тысячами пудов пшеницы. Жертвой огня стали 14 человек, большинство — дети. Многие сельчане получили сильные ожоги.

## Советская власть

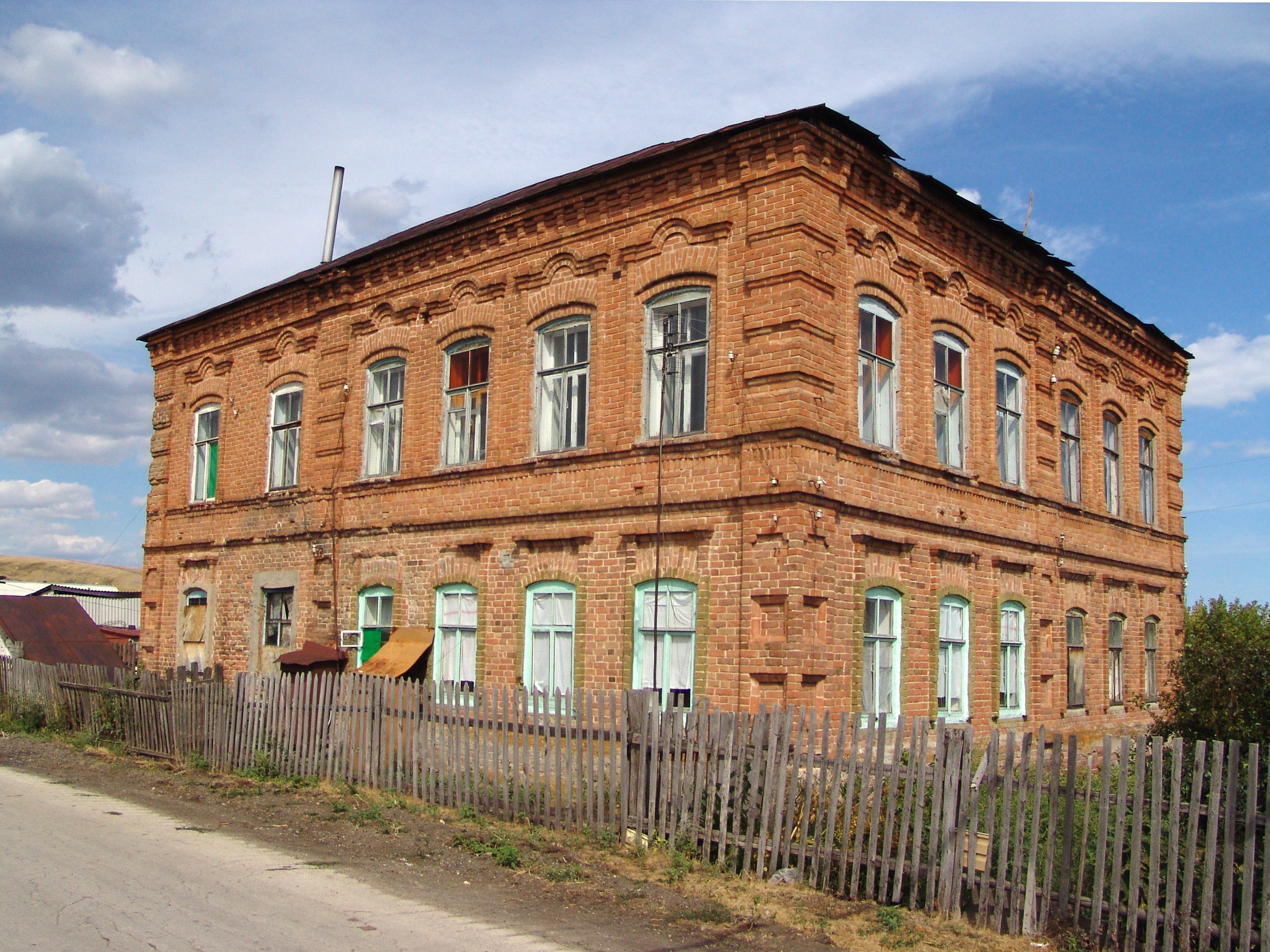
Здание бывшей «Красной школы» (ранее «Бузинский дом»)

В селе был создан волостной Совет. Первыми организаторами Советской власти в селе Новодевичье были : Вырыпаев Иван Захарович, Казятин Григорий Александрович с сыном Иваном, Шалдаев Василий Григорьевич, Рачков Петр Васильевич, Купряшов Егор Ефимович, Суханов Михаил Васильевич, Косоуров Иван Федорович, Будылин Андрей Яковлевич. Они призывали отобрать землю у кулаков. Но не успела укрепиться власть Советов. Весной 1918 года началась Гражданская война и Военная интервенция, а в Поволжье начался мятеж белочехов.

## Гражданская война
В. И. Ленин придавал большое значение событиям на Волге, так как по Волге везли в Республику Советов хлеб, нефть, оружие. Создается ударная группа-«Железная дивизия», которой командовал Гая Дмитриевич Гай. В сентябре 1918 года эта дивизия освободила от врагов Симбирск. Затем был взят курс на Сызрань и Самару.
26-го сентября 1918 года дивизия высадила десант у Новодевичья и Климовки и освободила эти села. 3 — го октября была освобождена Сызрань, а 7-го октября — Самара.
В боях за село Новодевичье погибло несколько красноармейцев из Железной дивизии Гая. Их похоронили в братской могиле, на ней поставили памятник. При перенесении зоны затопления села перед заполнением Куйбышевского водохранилища поставили новый обелиск в парке возле клуба.
Многие жители нашего села воевали на фронтах гражданской войны. Житель села Новодевичья Рачков Петр Васильевич, член партии с 1919 года, был активным участником революционных событий. В апреле 1919 года он был назначен заместителем председателя Новодевиченского волисполкома, а в сентябре этого же года его председателем. Волисполком сосредоточил в себе всю государственную и исполнительную власть.
Шла Гражданская война. На юге наступал Врангель. Из Новодевичья на фронт вместе с П. В. Рачковым уходят Е. М. Калев, член партии с 1919 года, и военный комиссар И. Л. Пузанов, член партии с 1918 года. После короткой подготовки боец Рачков отправляется на передовой рубеж — под Каховку. В бою он был тяжело ранен и вернулся уже после излечения в родное село. Работал на ответственных постах : инструктором райкома партии, заведующим организационно — инструкторским отделом, председателем райисполкома. Особенно он ценил как память о своих боевых делах — орден Красного Знамени, полученный за участие в бою под Перекопом. Вот имена тех, кто защищал власть народа: Вагин Василий Степанович, Купряшов Иван Егорович, Поляков Иван Яковлевич, Андреев Владимир Дмитриевич, Усов Петр Григорьевич, Сосов Степан Иванович, Макушин Ф. П., Дубовов Алексей Михайлович и другие.

## Операция отряда Каппеля, взятие Новодевичья
После взятия г. Сызрани 11 июня 1918 г. отряд добровольцев Каппеля возвращается в Самару, и оттуда по Волге перебрасывается в Ставрополь и занимает город. Затем проводит операцию по очистке от красноармейцев правого берега Волги. Основные бои происходят при взятии деревни Климовка и села Новодевичья. Они подробно описаны в воспоминаниях В.О Вырыпаева Бои за Новодевичье

## Крестьянское Чапанное восстание
Переход Советской власти к политике военного коммунизма и начало продразвёрстки привели к массовым крестьянским выступлениям. 

5 марта 1919 года в селе Новодевичье вспыхнул крестьянский мятеж под руководством кулака Мотохина, известный под названием «Чапанка» . Вот что о нём рассказывается в документах:

В селе Новодевичье вспыхнул контрреволюционный мятеж. Мятежники разоружили продотряд, арестовали коммунистов и членов волисполкома. Прибывших в Новодевичье для прекращения мятежа мирным путём представителей губисполкома мятежники убили, а трупы бросили в прорубь. Председателя волостной ЧК В. Казимирова после зверского избиения привязали за ноги к саням вниз лицом, притащили на Волгу и, бросив в прорубь, выстрелом в упор убили. Посланный из Сенгилея красноармейский отряд мятежники окружили и обезоружили, а его командира расстреляли. Главари мятежа создали штаб «крестьянской армии», который разослал в окрестные села циркуляры с призывом присоединиться к мятежу, арестовать коммунистов. Одновременно штаб направил организованные им вооруженные банды в ближайшие села Сенгилеевского, Сызранского и Мелекесского уездов, чтобы принудить народ примкнуть к мятежу.
Председатель Симбирского губисполкома М. И. Гимов сообщил по прямому проводу в Сызрань председателю уисполкома Р. Э. Зирину о начавшемся мятеже в селе Новодевичье Сенгилеевского уезда и просил сообщить об этом Самарскому губисполкому.
На 100 подводах повстанцы прибыли в село Усолье, там им удалось сколотить большой отряд, вооруженный охотничьими ружьями, винтовками, пиками и т. д. 8 марта они разделились на несколько отрядов и двинулись по трем направлениям: на село Жигули, село Печерское и село Усинское.
Для ликвидации мятежа из Сызрани в село Усинское был выслан отряд красноармейцев. Однако он попал в засаду и был разбит. Захваченных в плен 32 человека из отряда мятежники подвергли страшным истязаниям и потом убили. В числе погибших была А. А. Смирницкая, организатор комсомола города Сызрани. Лишь 14 марта удалось ликвидировать мятеж.
В письме Л. Д. Троцкому командующий 4-й армией Восточного фронта М. В. Фрунзе, сообщая о разгроме «чапанов», писал, что движение носило массовый и организованный характер. Целью его ставилось овладение городами Самарой, Сызранью и Ставрополем… Восстание шло под лозунгами: «Да здравствует Советская власть на платформе Октябрьской революции!, Долой коммунистов и коммуну!». Восставшие были сурово наказаны. Было расстреляно свыше 600 «главарей и кулаков», село Усинское « сожжено совершенно».